# Stadio Centrale (Voronež)
Lo stadio Centrale Profsojuz di Voronež (Центра́льный стадио́н профсою́зов) è uno stadio dell'omonima città russa. Ha ospitato le partite casalinghe del Fakel Voronež fino al 2024, quando è stato inaugurato lo stadio Fakel.